# Čajniče
Čajniče (Чајниче) è un comune della Repubblica Serba di Bosnia ed Erzegovina con 5.449 abitanti al censimento 2013.

## Frazioni
- Avlija
- Batkovići
- Batotići
- Batovo
- Bezujno
- Borajno
- Brezovice
- Bučkovići na Bezujanci
- Đakovići
- Glamočevići
- Gložin
- Hunkovići
- Ifsar
- Kamen
- Kapov Han
- Karovići
- Krstac
- Lađevci
- Luke
- Međurječje
- Metaljka
- Milatkovići
- Miljeno
- Mištar
- Podavrelo
- Ponikve
- Prvanj
- Slatina
- Staronići
- Stopići
- Sudići
- Todorovići
- Trpinje
- Tubrojevići
- Zaborak